# Give Me Ed... ’Til I’m Dead Tour
Give Me Ed... ‘Til I’m Dead Tour – trasa koncertowa grupy Iron Maiden, która rozpoczęła się 23 maja 2003 zaś zakończyła 30 sierpnia 2003 roku. W trakcie tournee, utwór „Wildest Dreams” był prezentowany po raz pierwszy na żywo, jako zwiastun trzynastego albumu studyjnego zespołu, zatytułowanego Dance of Death. Formacja była również headlinerem inauguracyjnej edycji „Download Festival” zorganizowanego na błoniach Donington Park, jako kontynuacja legendarnego „Monsters of Rock”. Według zapewnień managera Roda Smallwooda, trasa zagrana w latach 2003/04 miało być ostatnią, w ramach której grupa da ponad 100 koncertów z rzędu, bez dłuższej przerwy. Od lipca 1979 r. do 21 marca 2002 Iron Maiden dali ponad 1700 koncertów, w zasadzie bez jakiejkolwiek dłuższej przerwy między kolejnymi etapami tras. Od tej chwili taktyka zespołu miała sprowadzać się do grania rocznie od 30 do 70 koncertów, oddzielając poszczególne etapy trasy przynajmniej jedną, kilkumiesięczną przerwą.
Trasa „Give Me Ed... ‘Til I’m Dead Tour 2003” promowała przekrojowe wydawnictwa z lat 2002–2003: DVD z antologią wideo-klipów Visions of the Beast oraz zestaw typu ‘the best of’ zatytułowany Edward the Great. Bilety na większość występów sprzedawano w rekordowo krótkim czasie, ostatecznie 56 koncertów w 22 państwach świata, przyciągnęło około 1,35 mln widzów. Tournee umocniło silną pozycję grupy w świecie rocka i metalu. Koncerty okazały się również pierwszym etapem zbiorczej trasy zatytułowanej „Death on the Road World Tour 2003/04”, związanej z promocją albumu Dance of Death.

## Supporty
- Arch Enemy – wybrane koncerty – Skandynawia[3].
- Murderdolls – Chorwacja, Hiszpania, Francja, Czechy, Austria, Szwajcaria[3].
- Marilyn Manson, Within Temptation, Deftones, Ministry, Zwan, Saxon – festiwale europejskie[3].
- Motörhead, Dio – koncerty w USA i Kanadzie[3].
- Demonlord, Wisdom – Węgry[3].
- Stray – na europejskim odcinku trasy[3].

## Setlista
- Introdukcja: recytowany wstęp do pierwszej kompozycji.

1. „The Number of the Beast” (z albumu The Number of the Beast, 1982)
2. „The Trooper” (z albumu Piece of Mind, 1983)
3. „Die With Your Boots On” (z albumu Piece of Mind, 1983)
4. „Revelations” (z albumu Piece of Mind, 1983)
5. „Hallowed Be Thy Name” (z albumu The Number of the Beast, 1982)
6. „22 Acacia Avenue” (z albumu The Number of the Beast, 1982)
7. „Wildest Dreams” (z albumu Dance of Death, 2003)
8. „The Wicker Man” (z albumu Brave New World, 2000)
9. „Brave New World” (z albumu Brave New World, 2000)
10. „The Clansman” (z albumu Virtual XI, 1998)
11. „The Clairvoyant” (z albumu Seventh Son of a Seventh Son, 1988)
12. „Heaven Can Wait” (z albumu Somewhere in Time, 1986)
13. „Fear of the Dark” (z albumu Fear of the Dark, 1992)
14. „Iron Maiden” (z albumu Iron Maiden, 1980)

Bisy
1. „Bring Your Daughter... to the Slaughter” (z albumu No Prayer for the Dying, 1990)
2. „2 Minutes to Midnight” (z albumu Powerslave, 1984)
3. „Run to the Hills” (z albumu The Number of the Beast, 1982)

Uwagi:
- Utwory „22 Acacia Avenue”, „Brave New World” oraz „Bring Your Daughter... to the Slaughter” nie były wykonywane podczas koncertów w Ameryce Północnej, także „2 Minutes to Midnight” nie zagrano w Imolii[4].

## Oprawa trasy
Pod względem wizualnym oprawa trasy nawiązywała do grafik znanych z promowanych wydawnictw przekrojowych Edward the Great oraz Visions of the Beast. Okalające estradę podium wraz z obustronnymi wybiegami oraz zestaw oświetleniowy, zostały udekorowane reprodukcjami fragmentów okładek albumów, singli oraz okolicznościowych posterów z różnych etapów działalności grupy. Zestaw perkusyjny również zawierał reprodukcje wizerunków Eddiego z najsłynniejszych albumów grupy, naniesione na pierścienie poszczególnych bębnów. Wykładzina rozłożona na deskach estrady zawierała collage wizerunków maskotki z „Eddiem – Faraonem” znanym z okładki albumu Powerslave z 1984 roku, umieszczonym w punkcie centralnym, zwróconym swym obliczem ku publiczności. W głębi estrady widniał metalowy łuk obejmujący krańce tylnego podium, po obu stronach ozdobiony wizerunkami maskotki z albumów Killers oraz Fear of the Dark.
Na osobne omówienie zasługuje system oświetleniowy wykorzystywany podczas trasy. Cześć oświetlenia (halogeny) została zamontowana w konstrukcji wspomnianego łuku, natomiast wokół wybiegów bocznych i podium z zestawem perkusyjnym, zamontowano iluminofonię złożoną z trójkolorowych punktów LED. Setki punktów świetlnych dawały frapujący efekt wędrujących świateł wokół sceny. Podczas introdukcji, jak i właściwej prezentacji utworu „The Number of the Beast” zza zestawu perkusyjnego błyskał neon z napisem „666”. Nad estradą zainstalowano trzy ruchome zestawy ramp tworzące prostokąty, wokół których zamontowano dziesiątki punktów świetlnych, w tym rzutniki, szperacze i stroboskopy. We wnętrzu poszczególnych konstrukcji umieszczono reprodukcje wizerunków maskotki grupy znane z jej klasycznych albumów koncertowych. Scenę z obu stron okalały rampy z setkami reflektorów PAR 64 oraz specjalnymi zespolonymi zestawami intensywnych, jaskrawych świateł skierowanych na publiczność. Reflektory umieszczono również na przodzie estrady oraz na centralnej rampie podium tworzącego drugi poziom sceny. Zestaw oświetleniowy wykorzystywany na trasie zawierał około 1300 punktów świetlnych, był najlepszym z jakiego grupa korzystała od 1992 roku. Widowisko wzbogacono również o efekty pirotechniczne i pneumatycznie wdmuchiwaną parę z suchego lodu.
Tradycyjnie grupa wykorzystała kilkanaście panoramicznych backdropów z wizerunkami okładek albumów oraz singli, nie zapomniała również o obecności na scenie Eddiego. W wersji mobilnej przypominał on swoje wcielenie znane z okładki kompilacji Edward the Great, natomiast ogromne popiersie, z głowy którego wyłaniał się mózg – nawiązywało do wersji monstrum z okładki promowanej antologii DVD.

## Daty trasy
UWAGA! w wyniku aktualizacji danych, nazwy obiektów nie muszą się pokrywać ze stanem pierwotnym, znanym z materiałów prasowych grupy.
| Data             | Miasto                      | Kraj              | Obiekt                        |
| Europa           | Europa                      | Europa            | Europa                        |
| ---------------- | --------------------------- | ----------------- | ----------------------------- |
| 23 maja 2003     | A Coruña                    | Hiszpania         | Coliseum da Coruña            |
| 24 maja 2003     | Gijón                       | Hiszpania         | Palacio de Deportes de Gijón  |
| 26 maja 2003     | Tulon                       | Francja           | Le Zénith                     |
| 27 maja 2003     | Tuluza                      | Francja           | Le Zénith                     |
| 31 maja 2003     | Castle Donington            | Anglia            | Donington Park                |
| 3 czerwca 2003   | Katowice                    | Polska            | Spodek                        |
| 4 czerwca 2003   | Budapeszt                   | Węgry             | Kisstadion                    |
| 6 czerwca 2003   | Nürburgring                 | Niemcy            | Nurburgring                   |
| 7 czerwca 2003   | Norymberga                  | Niemcy            | Max-Morlock-Stadion           |
| 8 czerwca 2003   | Wiedeń                      | Austria           | Wiener Stadthalle             |
| 11 czerwca 2003  | Barcelona                   | Hiszpania         | Palau Sant Jordi              |
| 12 czerwca 2003  | Madryt                      | Hiszpania         | Las Ventas                    |
| 13 czerwca 2003  | San Sebastián               | Hiszpania         | Plaza de toros                |
| 15 czerwca 2003  | Imola                       | Włochy            | Imola Autodromo               |
| 17 czerwca 2003  | Zagrzeb                     | Chorwacja         | Stadium Radnik                |
| 19 czerwca 2003  | Zlin                        | Czechy            | Sportshall                    |
| 21 czerwca 2003  | Bergum                      | Holandia          | Hurdegaryp                    |
| 23 czerwca 2003  | Fryburg                     | Szwajcaria        | Forum                         |
| 25 czerwca 2003  | Paryż                       | Francja           | Palais Omnisports de Bercy    |
| 27 czerwca 2003  | Roskilde                    | Dania             | Dyrskuepladsen                |
| 28 czerwca 2003  | Sztokholm                   | Szwecja           | Stockholm Olympic Stadium     |
| 30 czerwca 2003  | Helsinki                    | Finlandia         | Hartwall Arena                |
| 2 lipca 2003     | Oslo                        | Norwegia          | Oslo Spektrum                 |
| 3 lipca 2003     | Oslo                        | Norwegia          | Oslo Spektrum                 |
| 5 lipca 2003     | Dessel                      | Belgia            | Kastelsedijk                  |
| 9 lipca 2003     | Lizbona                     | Portugalia        | Pavilhão Atlântico            |
| 11 lipca 2003    | Jerez                       | Hiszpania         | Palacio de Congresos de Ifeca |
| 12 lipca 2003    | Albacete                    | Hiszpania         | Auditorio Municipal           |
| Ameryka Północna |                             |                   |                               |
| 21 lipca 2003    | Worcester, Massachusetts    | Stany Zjednoczone | DCU Center                    |
| 22 lipca 2003    | Hartford, Connecticut       | Stany Zjednoczone | Meadows Music Theatre         |
| 23 lipca 2003    | Camden, New Jersey          | Stany Zjednoczone | Tweeter Center                |
| 25 lipca 2003    | Holmdel, New Jersey         | Stany Zjednoczone | PNC Bank Arts Center          |
| 26 lipca 2003    | Wantagh, Nowy Jork          | Stany Zjednoczone | Nikon at Jones Beach Theater  |
| 29 lipca 2003    | Columbia, Maryland          | Stany Zjednoczone | Merriweather Post Pavilion    |
| 30 lipca 2003    | Nowy Jork, New York City    | Stany Zjednoczone | Madison Square Garden         |
| 1 sierpnia 2003  | Québec, Quebec              | Kanada            | Colisée Pepsi                 |
| 2 sierpnia 2003  | Montreal, Quebec            | Kanada            | Bell Centre                   |
| 3 sierpnia 2003  | Toronto, Ontario            | Kanada            | Molson Amphitheatre           |
| 5 sierpnia 2003  | Cuyahoga Falls, Ohio        | Stany Zjednoczone | Blossom Music Center          |
| 6 sierpnia 2003  | Clarkston, Michigan         | Stany Zjednoczone | DTE Energy Music Theater      |
| 8 sierpnia 2003  | Burgettstown, Pensylwania   | Stany Zjednoczone | Post-Gazette Pavilion         |
| 9 sierpnia 2003  | Columbus, Ohio              | Stany Zjednoczone | Germain Amphitheater          |
| 10 sierpnia 2003 | Tinley Park, Illinois       | Stany Zjednoczone | Tweeter Center Chicago        |
| 13 sierpnia 2003 | Dallas, Teksas              | Stany Zjednoczone | Smirnoff Music Centre         |
| 15 sierpnia 2003 | Selma, Teksas               | Stany Zjednoczone | Verizon Wireless Amphitheatre |
| 16 sierpnia 2003 | The Woodlands, Teksas       | Stany Zjednoczone | Woodlands Pavilion            |
| 18 sierpnia 2003 | El Paso, Teksas             | Stany Zjednoczone | U.T.E.P. Center               |
| 20 sierpnia 2003 | Greenwood Village, Kolorado | Stany Zjednoczone | Fiddler’s Green Amphitheatre  |
| 21 sierpnia 2003 | Albuquerque, Nowy Meksyk    | Stany Zjednoczone | Journal Pavilion              |
| 22 sierpnia 2003 | Phoenix, Arizona            | Stany Zjednoczone | Cricket Wireless Pavilion     |
| 24 sierpnia 2003 | Irvine, Kalifornia          | Stany Zjednoczone | Verizon Wireless Amphitheatre |
| 25 sierpnia 2003 | Long Beach, Kalifornia      | Stany Zjednoczone | Long Beach Arena              |
| 26 sierpnia 2003 | San Diego, Kalifornia       | Stany Zjednoczone | San Diego Sports Arena        |
| 28 sierpnia 2003 | Mountain View, Kalifornia   | Stany Zjednoczone | Shoreline Amphitheatre        |
| 29 sierpnia 2003 | Concord, Kalifornia         | Stany Zjednoczone | Sleep Train Pavilion          |
| 30 sierpnia 2003 | Marysville, Kalifornia      | Stany Zjednoczone | Sleep Train Amphitheatre      |